# Dragon Ball Z: The Legend
Dragon Ball Z: The Legend (ドラゴンボールZ 偉大なるドラゴンボール伝説, Doragon Bōru Zetto: Idainaru Doragon Bōru densetsu, littéralement « Dragon Ball Z : La grandiose légende de Dragon Ball »), ou Dragon Ball Z : La Grande Légende des boules de cristal apparaissant sur l'écran titre, est un jeu vidéo de combat par Bandai sur l'univers de Dragon Ball Z. Il est distribué à partir de 1996 uniquement au Japon sur PlayStation, et la même année sur Saturn au Japon mais aussi en France et en Espagne.
Le jeu est publié sur Sega Saturn et sur PlayStation au Japon le 31 mai 1996. Le jeu est également publié en France et en Espagne sous le titre de Dragon Ball Z: The Legend, avec des textes traduits en français. L'écran titre de la version française du jeu est traduit en Dragon Ball Z : La Grande légende des boules de cristal.

## Système de jeu
Dragon Ball Z: Idainaru Dragon Ball Densetsu comprend 35 personnages jouables et possède un système de jeu par équipe, où le joueur a la possibilité de changer de personnage grâce aux gâchettes de la manette,,. Deux barres sont affichées en dessous du personnage, la barre verte correspond aux points de vie du personnage, et la barre jaune représente la barre d'énergie, qui sert à exécuter des boules de feu ou se déplacer plus rapidement. Le jeu se constitue de 3 modes de jeu classiques à la série : « Battle », « Versus » et le mode « Sory ». Il existe également un quatrième mode baptisé « SP », élevant la difficulté du jeu, ce mode se débloque après avoir terminé le mode « Story ».

## Accueil
- Joypad : 81 % (Saturn)[10]